# Âm Shepard

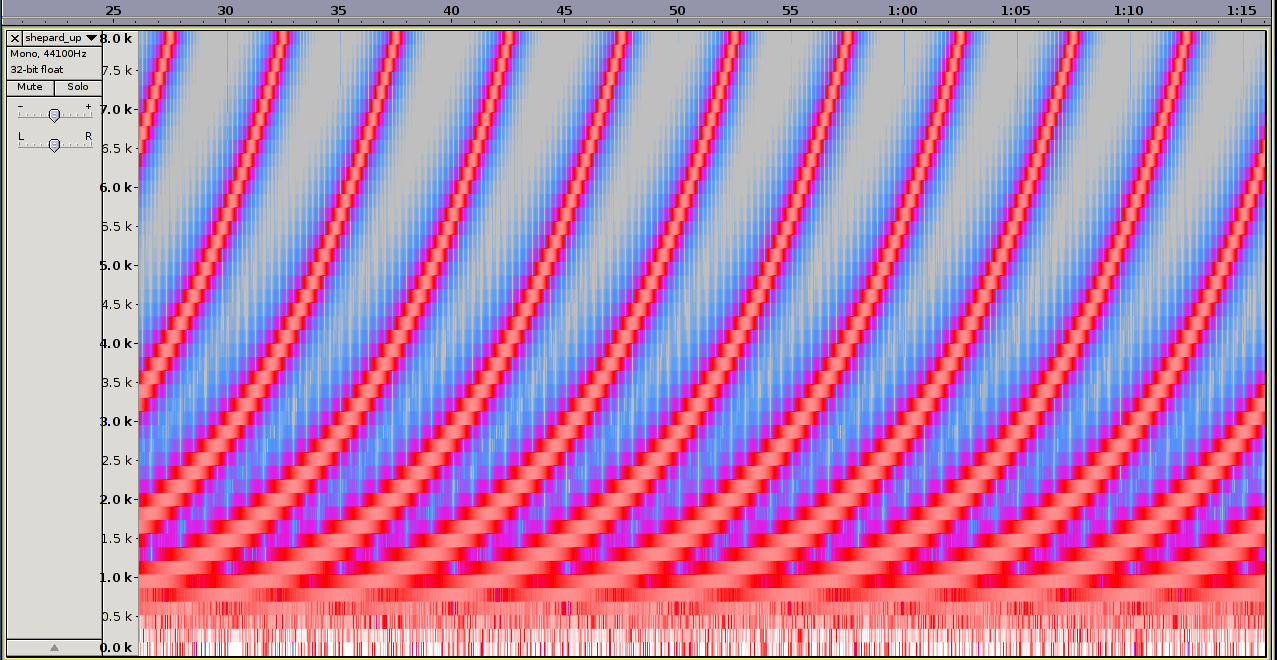
Phổ của các âm Shepard tăng dần trên thang tần số tuyến tính.

Âm Shepard hay giai điệu Shepard, được đặt theo tên của Roger Shepard, là một âm thanh nhân tạo gồm sự chồng chất của nhiều các sóng hình sin, cách nhau bởi các quãng tám.  Khi âm này được phát ra với cao độ âm trầm của giai điệu đi lên hoặc xuống, nó tạo thành thang Shepard, và điều này tạo ra ảo giác thính giác rằng ta nghe được giai điệu như đang liên tục dâng lên hoặc trầm xuống về cao độ, nhưng cuối cùng thì dường như không thể tiếp lên cao hơn hoặc thấp hơn nữa.

## Thiết lập âm thanh

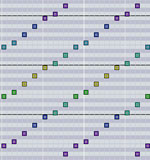
Hình 1: Các tông âm Shepard tạo thành thang Shepard, được minh họa bằng sequencer.

Mỗi hình vuông trong hình biểu thị một tông âm. Với bất kỳ tập hợp các hình vuông nào cùng với nhau nằm một trên đường thẳng đứng thì chúng tạo thành một âm Shepard. Màu sắc của mỗi hình vuông biểu thị độ to của một nốt nhạc, với màu tím là lặng nhất và màu xanh lá cây là to nhất. Các nốt được sắp thẳng đứng thì được chơi cùng một lúc, cách nhau chính xác một quãng tám và mỗi thang âm sẽ tăng dần vào và rồi mờ dần đi sao cho không thể nghe thấy đoạn bắt đầu hoặc kết thúc của bất kì thang âm nào. Lấy một ví dụ về khái niệm của một thang Shepard tăng dần, những tông đầu tiên có thể gồm một tông C4 (C trung) hầu như không thể nghe thấy và một tông C5 to (cao hơn một quãng tám). Tiếp theo sẽ là một tông C♯4 hơi to hơn và một tông C♯5 hơi lặng đi một chút, tiếp theo nữa sẽ là âm D4 vẫn to hơn trước và âm D5 lặng hơn đi. Cứ như thế, hai dải tần số này sẽ có độ to bằng nhau ở khoảng giữa quãng tám (F♯4 và F♯5), và những tông âm thứ mười hai sẽ là một âm B4 to và một âm B5 gần như không thể nghe được, kèm với một B3 cũng gần như không nghe được. Giai điệu thứ mười ba sau đó sẽ giống hệt như giai điệu đầu tiên, và chu kỳ trên có thể tiếp tục lặp vô tận. Nói cách khác, mỗi âm bao gồm hai sóng hình sin có các tần số cách nhau bởi quãng tám.
Cường độ của mỗi sóng có thể phụ thuộc một hàm, chẳng hạn như theo hàm cosin dâng của cách độ của nó trong mỗi nửa cung tính từ tần số cực đại của dải âm (trong ví dụ trên tần số này sẽ là B4). Theo tác giả Roger Shepard, "(...) gần như bất kỳ hàm phân phối trơn nào mà có xu hướng giảm xuống mức dưới ngưỡng nghe tại những tần số thấp và cao cũng sẽ mang lại kết quả tương tự đường cong cosin thực sự." 
Lý thuyết đằng sau ảo giác này đã được thử nghiệm trong một tập của chương trình Bang Goes the Theory của đài BBC, trong đó hiệu ứng này được mô tả là "ảo ảnh Barberpole trong âm nhạc".
Một thang âm tương tự như được mô tả ở trên, nhưng với các bước rời rạc ở giữa mỗi âm, thì được gọi là thang Shepard rời rạc. Ảo giác này sẽ thuyết phục hơn nếu có một khoảng thời gian ngắn hơn giữa hai nốt liên tiếp (với nhịp staccato hoặc marcato thay vì legato hoặc portamento).

## Biến thể

### Thang glissando Shepard-Risset
Jean-Claude Risset sau này đã tạo ra một phiên bản của thang âm Shepard trong đó các tông âm lướt qua liên tục, và nó được gọi một cách thích hợp là thang âm Risset liên tục hoặc thang glissando Shepard-Risset. Khi được thể hiện chính xác, âm này có vẻ tăng (hoặc giảm) liên tục về cao độ, nhưng thực ra nó đang trở lại nốt ban đầu. Risset cũng đã tạo ra một hiệu ứng tương tự với nhịp mà trong đó nhịp độ nghe dường như tăng hoặc giảm không hết.

### Nghịch lý tritone
Một cặp giai điệu Shepard được chơi tuần tự, cách nhau một khoảng thời gian của một tritone (nửa quãng tám) sẽ tạo ra nghịch lý tritone. Shepard đã dự đoán rằng hai âm sẽ cùng tạo thành một hình nhịp có thể nghe được, như là phiên bản tương đương thính giác của khối lập phương Necker, cũng có thể nghe như là đang tăng dần hoặc là đang giảm dần, nhưng không thể là cả hai cùng một lúc.
Năm 1986, Diana Deutsch đã phát hiện ra ảo giác thính giác nghịch lý, nơi các thang âm có thể được nghe như hoặc là giảm dần hoặc tăng dần. Sau đó, Deutsch phát hiện ra rằng nhận thức về giai điệu nào cao hơn phụ thuộc vào tần số tuyệt đối liên quan, và những người nghe khác nhau có thể cảm nhận cùng một mô hình âm hoặc tăng dần hoặc giảm dần.

## Ví dụ
- Trong một cảnh của bộ phim của Shepard và E. E. Zajac, một giai điệu Shepard được phát kèm theo khi đi lên một cầu thang Penrose, một loại ảo ảnh thị giác tương tự như ảo giác âm thanh Shepard.[7]
- Trong cuốn sách của mình, Godel, Escher, Bach: An Eternal Golden Braid, Douglas Hofstadter giải thích cách sử dụng thang Shepard trong bản Canon a 2, per tonos trong bộ tác phẩm Lễ vật âm nhạc của Bach (hay còn được gọi là Vở Canon dâng vô tận của Hofstadter [8]:10), bằng cách làm cho khoảng chuyển giọng kết thúc trong cùng một nốt nhạc thay vì lên quãng tám cao hơn.:717–719
- Trong trò chơi Super Mario 64, một biến thể của giai điệu Shepard đã được thêm vào đoạn nhạc trong một bàn có một cầu thang vô tận, để tới phòng áp chót trong lâu đài.[9] Giống như một giai điệu Shepard thực sự, bản thân cầu thang cũng mang đến cho người chơi cảm giác rằng họ liên tục chạy lên trên, trong khi thực tế, trò chơi chỉ đơn giản là buộc họ chạy tại chỗ, và khi họ quay đầu lại thì có thể thấy rằng họ thực sự đang chạy ở giữa cầu thang
- Trong bộ phim Kỵ sĩ bóng đêm và phần tiếp theo của nó là Kỵ sĩ bóng đêm trỗi dậy, một giai điệu Shepard đã được sử dụng để tạo ra âm thanh của chiếc Batpod, một chiếc xe máy mà các nhà làm phim không muốn nó chuyển số và tăng âm đột ngột mà phải là liên tục tăng tốc.[10]
- Giai điệu Shepard là một điểm nhấn quan trọng trong bài hát "Man of a Million Faces" của Stephin Merritt, được sáng tác cho "Dự án bài hát" của NPR.[11]
- Đoạn kết của bài hát "Echoes" trong album Meddle của Pink Floyd có giai điệu Shepard tan dần trong âm thanh của gió (nhưng thực ra là một tiếng ồn trắng được xử lý thông qua một đơn vị băng ghi tiếng vang.[cần dẫn nguồn]
- Nhà soạn nhạc người Áo Georg Friedrich Haas sử dụng hiệu ứng âm Shepard vào cuối bản nhạc dàn giao hưởng "trong vô vọng" của mình (2000/02). [cần dẫn nguồn]
- Bài hát "Slow Moving Trains"[cần dẫn nguồn] từ album F♯ A♯ ∞ của Godspeed You! Black Emperor's bắt đầu bằng một giai điệu Shepard.
- Trong bộ phim Dunkirk, một giai điệu Shepard đã được các nhà làm phim, nhà soạn nhạc Hans Zimmer sử dụng để tạo ra ảo giác về một khoảnh khắc ngày càng tăng độ kịch tính ở giữa các cốt truyện đan xen.[12]
- Giai điệu Shepard đôi khi còn được sử dụng để tạo ra độ căng thẳng trong nhạc dance điện tử. Vì cái gọi là '"build-up" trong nhạc dance progressive là một khía cạnh rất quan trọng trong cấu trúc bản nhạc, giai điệu Shepard có thể được sử dụng như một hiệu ứng nhằm nâng lên năng lượng của bài hát tới một mức nhất định. Một số ví dụ về nhạc dance hiện đại (nhạc progressive house) mà trong đó giai điệu Shepard đã được sử dụng để tạo hiệu ứng tăng dần bao gồm: "Leave the World Behind" (sản xuất bởi Swedish House Mafia và Laidback Luke) và "Born To Rage"[13] (sản xuất bởi Dada Life).
- Ca khúc "Endless Downward" của Beatsystem trong album em:t 2295 năm 1995 lại sử dụng giai điệu Shepard xuống dần trong suốt thời lượng 3:25 của nó.[14]
- Ca khúc "Always Ascending" của ban nhạc Franz Ferdinand trong album cùng tên năm 2018 có giai điệu Shepard nổi bật trong suốt bài hát. Video của ca khúc đồng nhịp với hiệu ứng này, khi máy ảnh trông như đi lên liên tục từ đầu đến cuối.[15]